# Acronicta turanica
Acronicta turanica là một loài bướm đêm trong họ Noctuidae.